# Espoo
Espoo (în suedeză:Esbo) este al doilea oraș ca mărime din Finlanda. Este situat în zona urbană Helsinki, pe coasta sudică a țării. Împreună cu Kauniainen, Vantaa și municipiul Helsinki, alcătuiește zona urbană Helsinki. Orașul are o populație de peste 220.000 de locuitori. Este un centru important tehnologic, mai ales că aici se află sediul întreprinderii de telefonie mobilă Nokia.

## Personalități născute aici
- Bruno Ahlberg (1911 - 1966), pugilist;
- Berndt Katter (1932 - 2014), jucător de polo pe apă;
- Taneli Mäkelä (n. 1959), cântăreț;
- JJ Lehto (n. 1966), pilot de Formula 1;
- Antti Kasvio (n. 1973), înotător;
- Alexi Laiho (1979 - 2020), muzician heavy metal;
- Kimi Räikkönen (n. 1979), pilot de Formula 1;
- Petri Lindroos (n. 1980), instrumentist heavy metal.

## Orașe înfrățite
- Esztergom, Ungaria
- Gatchina, Rusia
- Irving, Texas, SUA
- Køge, Danemarca
- Kongsberg, Norvegia
- Kristianstad, Suedia
- Nõmme, Estonia
- Łódź, Polonia
- Sauðárkrókur, Islanda
- Shanghai, China
- Soci, Rusia